# Enno Freerksen

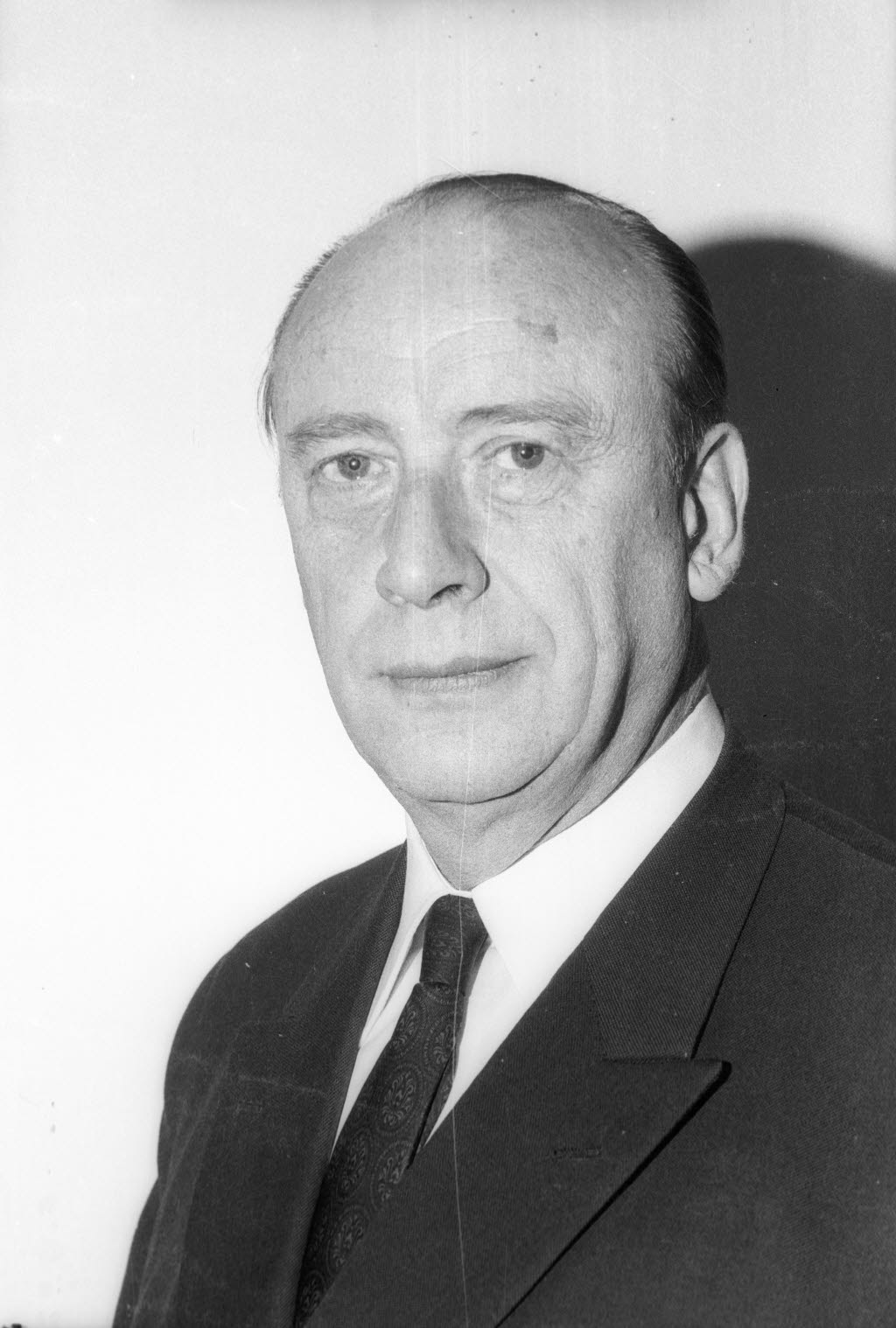
Enno Freerksen (1971)

Enno Gerhard Anton Freerksen (* 11. September 1910 in Emden; † 4. Oktober 2001 in Mölln) war ein deutscher Anatom, Hochschullehrer und Tuberkuloseforscher. Während der Zeit des Nationalsozialismus war er Funktionär in verschiedenen NS-Organisationen. Nach dem Zweiten Weltkrieg leitete er das Tuberkulose-Forschungsinstitut Borstel und war Professor an der Christian-Albrechts-Universität zu Kiel.

## Leben
Enno Freerksen war der Sohn eines Sparkassendirektors. Er besuchte die Volksschule in seiner Geburtsstadt und wechselte später an ein Gymnasium nach Aurich, wo er 1929 das Abitur ablegte. Anschließend absolvierte er ein Studium der Medizin und der Naturwissenschaft an der Universität Rostock. Nach Studienbeginn schloss er sich dem Rostocker Wingolf an, begann jedoch bald darauf sich nationalsozialistisch zu betätigen. Ab 1930 war er Mitglied im Nationalsozialistischen Deutschen Studentenbund, für den er von 1933 bis 1934 als Hochschulgruppenführer und Führer der Rostocker Studenten tätig wurde. Der NSDAP trat er zum 1. Mai 1932 (Mitgliedsnummer 1.092.860) und der SA 1933 bei.
1933 wurde er zum Dr. phil. promoviert und 1935 zum Dr. med. Anschließend war er als Assistent am Anatomischen Institut der Universität Rostock tätig. Im Rahmen der Vorlesungsreihe „Erb- und Rassenfragen für Mediziner“ dozierte er über „Erbkrankheiten: Rasse und Weltanschauung“. 1936 war er Führer der Hochschulgruppe Rostock des NS-Dozentenbundes und Führer der Dozentenschaft der Universität Rostock.
Im Jahr 1936 wurde er Oberassistent am Anatomischen Institut der Universität Gießen. In Gießen habilitierte er sich im Januar 1938 für das Fach Anatomie und wirkte dort anschließend als Privatdozent. Er stand 1938/1939 der Gießener Dozentenschaft vor, war Dozentenbundführer und Gaudozentenbundführer von Hessen-Nassau. 1938 trat er der SS bei und wurde als Angehöriger des SS-Sicherheitsdienstes 1944 bis zum SS-Hauptsturmführer befördert. Dem Eintritt in die SS folgte 1939 der Kirchenaustritt. 1939 nahm er eine Gastdozentur an der Universität Zürich wahr.
Anfang Januar 1940 wechselte er an die Universität Kiel, wo er am Anatomischen Institut erster Prosektor wurde. Zudem nahm er als Dozent einen Lehrauftrag wahr. Zu Beginn des Jahres 1941 wurde er in Kiel zum planmäßigen außerordentlichen Professor für Anatomie ernannt und leitete als Direktor das Anatomische Institut. Er war 1941 örtlicher Dozentenbundführer und von 1941 bis 1944 Gaudozentenbundführer von Schleswig-Holstein. Von 1942 bis 1944 war er Prorektor der Universität Kiel. Mitte Januar 1945 wurde er in Kiel als ordentlicher Professor auf den Lehrstuhl für Anatomie und Geschichte der Medizin berufen.
Nach Kriegsende wurde Freerksen auf Anordnung der britischen Besatzungsbehörden entlassen und im Juli 1945 aufgrund seiner zahlreichen Parteiämter verhaftet. Es gelang ihm jedoch die zuständigen Gremien durch Persilscheine von Eugen Gerstenmaier u. a. davon zu überzeugen, dass er „Widerstand“ gegen den Nationalsozialismus geleistet habe. In seinem Entnazifizierungsverfahren wurde er daraufhin 1947 in die Gruppe V („entlastet“) eingestuft. Ab 1950 war er Direktor des Tuberkulose-Forschungsinstituts Borstel, das er bis 1978 leitete. Dort widmete er sich der bakteriologischen Forschung zur Tuberkulose, der Lepra, der Malaria und Typhus und war an der Entwicklung neuer Therapieformen maßgeblich beteiligt. 1967 wurde er gegen den Willen der Kieler Medizinischen Fakultät auf den Lehrstuhl für Experimentelle Biologie und Medizin der Universität Kiel berufen. 1978 folgte die Emeritierung. Nach seinem Eintritt in den Ruhestand war er im Rahmen der Behandlung von Tuberkulose sowie Lepra beratend und organisatorisch für Regierungen tropischer Länder tätig. Er war Autor fachspezifischer Aufsätze.
Freerksen war verheiratet, das Paar bekam einen Sohn und zwei Töchter. Seinen Lebensabend verbrachte er im Wohnstift Augustinum in Mölln.

## Schriften (Auswahl)
- Ein neuer Beweis für das rhythmische Wachstum der Kerne durch vergleichende volumetrische Untersuchungen an den Zellkernen von Meerschweinchen und Kaninchen. Phil. Dissertation Universität Rostock. In: Zeitschrift für Zellforschung und mikroskopische Anatomie. Bd. 18 (1933), Heft 3, September 1933, S. 362–399.
- Selbstregulierungen des Gebisses. Med. Dissertation Universität Rostock. In: Zeitschrift für Anatomie und Entwicklungsgeschichte. Bd. 105 (1935), Heft 3, S. 316–328.
- Die Venen des menschlichen Handrückens. Habilitationsschrift. In: Zeitschrift für Anatomie und Entwicklungsgeschichte. Bd. 108 (1937), Heft 1, Dezember 1937, S. 82–111.
- Paracelsus und Vesal als Überwinder der scholastischen und Begründer der gegenwärtigen Naturwissenschaft und Medizin. In: Kieler Blätter. Bd. 1 (1942), Heft 1, S. 27–44.
- Grundlagen und Organisationsformen medizinischer Forschung. Schwartz, Göttingen 1966.